# Saek (jezik)
Saek jezik (sek, set, tai sek; ISO 639-3: skb), tajski jezik skupine kam-tai, kojim na području Indokine govori oko 25 000 ljudi. Većina govornika 14 000 (Diller 1990) živi u Laosu u blizini vijetnamske granice, te oko 11 000 u sjeveroistočnom Tajlandu (Johnstone 1993).
Dijalekti su mu na kadok i khammouan. Etnička grupa zove se Saek ili Tai Sek. Mnogi govore i jezikom lao [lao].

## Vanjske poveznice
- Ethnologue (14th)
- Ethnologue (15th)